# Пори року (Баррера)
Пори року (Баррера) — серія з чотирьох декоративних картин, котру створив іспанський художник Франсіско Баррера першої половини 17 століття.

## Дещо про Франсіско Баррера
Франсіско Баррера (або як пишуть іспанці Франсіско де Баррера) народився у Мадриді. Він був не тільки художником, а і продавцем власних і чужих картин, був володарем двох крамниць у столиці. 
Як художник створював натюрморти та картини декоративного характеру для палацових споруд типу П'ять почуттів або «Пори року». Його спроби звертатись до інших жанрів (релігійний живопис, парадний портрет) не мали помітного успіху. Так, відомо, що створені ним портрети розглядала комісія авторитетних художників (Дієго Веласкес, Вінченцо Кардуччі (1568—1638), хтось із представників іспанської інквізиції). Портрети роботи Франсіско де Баррера були визнані невідповідними вимогам і художнику порадили спеціалізуватися на натюрмортах. Тим не менше декоративні твори митця і його натюрморти сподобались, а Баррера отримав замову на декорування одного з королівських палаців. За переказами, його статки навіть перебільшували статки уславленого Веласкеса, що було покажчиком бізнесової активності мало обдарованого художника.

## Серія «Пори року», опис

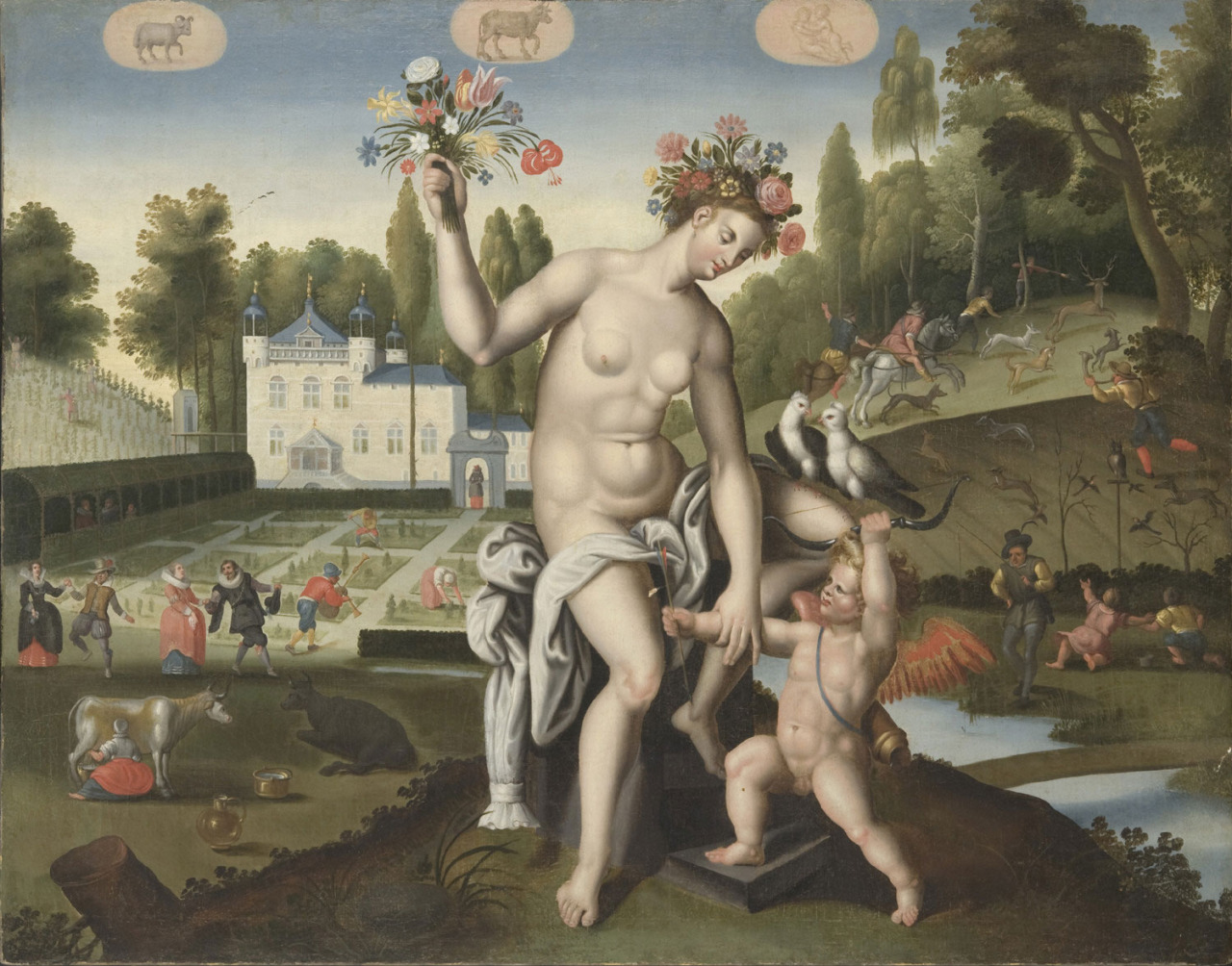
Фламандський анонім. «Алегорія весни», друга половина 16 ст.

В його серії — чотири картини, як то відповідає чотирьом порам року. І сама тема, і її втілення не досить самостійні. Тему «Пори року» активно і часто розробляли митці прихильники маньєризму Нідерландів ще у 16 столітті. Потяг маньєристів — художників Нідерландів до значущості і філософських натяків у власних творах (картини, друкована графіка) обумовив появу картин з сезонами, алегоричними фігурами у них та додатками натюрмортів. Аналогічні сюжети розробляли і для прихильників астрології, створюючи уособлення знаків зодіаку. Картини зі знаками зодіаку малювали і художники-брати Бассано з Венеції.
Іспанці добре знали такі композиції, позаяк роками вивозили картини подібної тематики для декорування палаців короля та іспанських вельмож. Серію «Пори року» на новому етапі спромігся створити і іспанський художник Франсіско Баррера. Він йшов від картин нідерландських майстрів-декораторів. Звідси умовна людська фігура, що уособлювала або алегорію сезону, або умовну селянську фігуру як ілюстрацію  відповідної сезону сільськогосподарської праці.
До найбільш органічних картин серії належала «Весна» з алегоричною жіночою фігурою у вінку. В ній також вбачають зображення богині квітів Флори. Аби ніхто не плутав сюжет, митець понизу полотна подав назви кожного весняного місяця — березень, квітень, травень. Розкішний натюрморт із зображенням різних наїдків — засіб художника натюрмортів продемонструвати власну майстерність у відтворенні різних харчів, нібито відповідних весняній порі. Був в картині «Весна» і натяк на іспанську реальність. В умовно відображеному вікні за алегоричною фігурою подано регілярний парк і королівський палац Буен Ретіро.

## Картини серії «Пори року» роботи Баррери

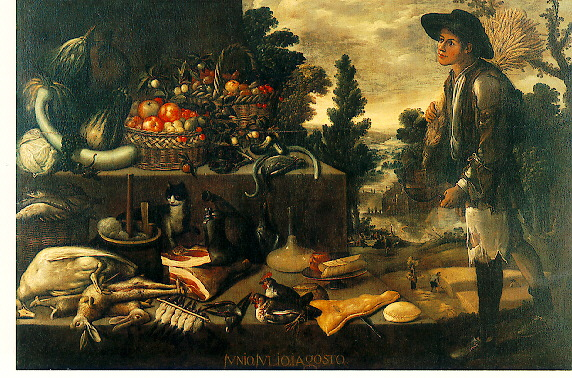
Франсіско де Баррера. «Літо», Музей красних мистецтв (Севілья)
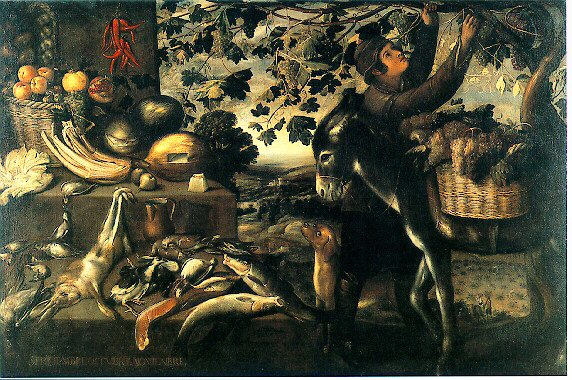
Франсіско де Баррера. «Осінь», Музей красних мистецтв (Севілья)
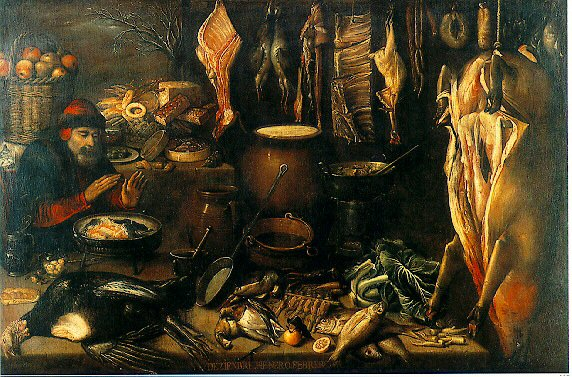
Франсіско де Баррера. «Зима», Музей красних мистецтв (Севілья)